# OpenTable
OpenTable ist ein Anbieter von Online-Reservierungen in Echtzeit für Gäste und einer Reservierungs- und Gästemanagement-Lösung für Restaurants.

## Geschichte
OpenTable wurde 1998 von Chuck Templeton in San Francisco, Kalifornien, gegründet.
Im Jahr 1999 startete die Webseite bzw. das Portal und bot zuerst nur eine begrenzte Auswahl an Restaurants in San Francisco. OpenTable hat mehr als 37.000 Restaurantkunden und hat seit seiner Gründung mehr als 760 Millionen Gäste rund um die Welt platziert. Der OpenTable-Dienst ist erhältlich in den USA, Kanada, Deutschland, Japan, Mexiko und Großbritannien. OpenTable betreibt ebenfalls TopTable.com, eine führende Restaurant-Reservierungsseite in Großbritannien.
Im Mai 2009 erfolgte der Börsengang an der NASDAQ-Börse unter dem IPO-Namen "OPEN". Am 1. Oktober 2010 übernahm OpenTable das Unternehmen Toptable, ein Restaurantreservierungsservice aus Großbritannien.
Im Juni 2014 übernahm The Priceline Group (heute Booking Holdings Inc.), zu der auch die Reise-Websites Booking.com, Kayak.de und SwooDoo.com gehören, OpenTable für 2,6 Mrd. US-Dollar.

## Dienstleistung
Der Reservierungsservice von OpenTable hilft Restaurants, die Reservierungen anzunehmen und damit mehr Tische zu besetzen. Zusätzlich können Restaurants das elektronische Reservierungsbuch von OpenTable nutzen, um das Papierreservierungsbuch vollständig zu ersetzen. Das System modernisiert die Reservierungs- und Gästeverwaltung und erlaubt es den Restaurants, eine ausführliche Gästedatenbank aufzubauen, d. h. eine höhere Gäste-Wiedererkennung zu erreichen und zielgerichtetes E-Mail-Marketing zu betreiben. Für Restaurants, die eher weniger mit Reservierungen arbeiten, bietet OpenTable das Produkt OT-Connect an. Ein webbasierter Service, der Restaurants trotzdem die Möglichkeit bietet, Online-Reservierungen zu akzeptieren.
Für Restaurantbesucher, Hotel-Concierges und Verwaltungspersonal bietet die Webseite eine Methode, für eine bestimmte Uhrzeit verfügbare Tische zu finden, die den gewünschten Kriterien wie Küche, Preisklasse und Ort entsprechen. Gäste können auch Reservierungen über Apps für die meisten Smartphone-Betriebssysteme vornehmen.
Zur Ausstattung gehören:
- Hardware – Touchscreenmonitor, Server, Tastatur
- Reservierungs-Management – verwaltet, ändert, löscht und bestätigt Reservierungen.
- Gäste-Management – optimale Gasterkennung, Vorlieben der Gäste und Stammgäste; ermöglicht auch gezieltes Marketing.
- Tisch-Management – unterstützt Personal im Restaurant in der Zuweisung und Platzierung der Tische; Inventar basierend; Erkennung aller Varianten von Tischkombinationen.
- iPad-Manager – mobiler Zugriff auf das System mit dem Apple iPad; reservieren, walk-in, platzieren, Gasterkennung, Notizen.
- Remotemanager – mobiler Zugriff über ein webbrowserfähiges Smartphone auf das System; Einblick in Reservierungen, Platzierungen, Gast-/ Reservierungscodes sowie in Notizen.
- Berichte und Auswertungen – für eine ausführliche Analytik; zur Unterstützung des Restaurants, um eine höhere Effizienz zu erreichen.